# André Malraux

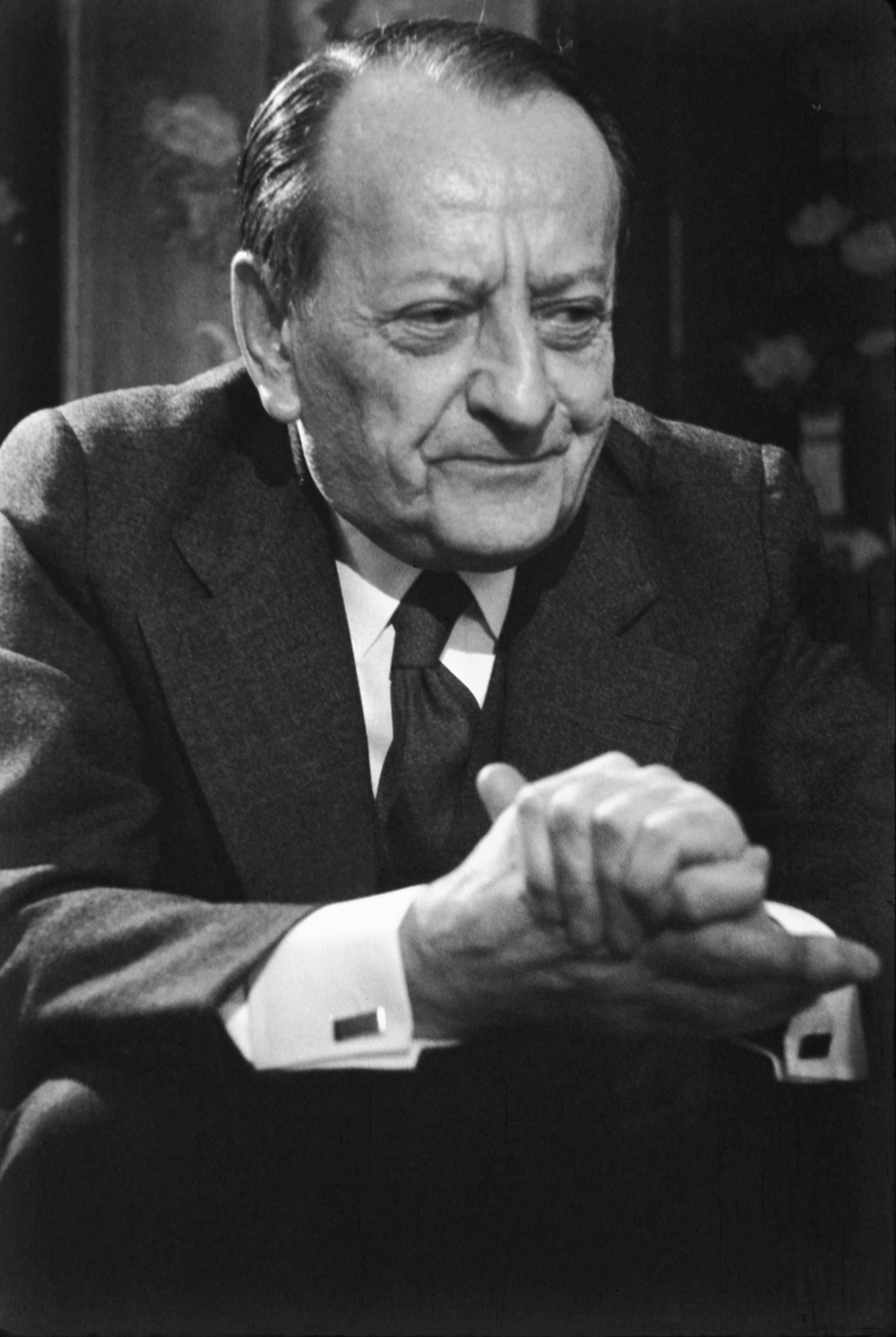
André Malraux (1974)

Georges André Malraux (Parijs, 3 november 1901 – Créteil, 23 november 1976) was een Frans schrijver en politicus. Samen met zijn tijdgenoot Jean-Paul Sartre wordt Malraux beschouwd als een van de grootste Franse schrijvers van de 20e eeuw.

## Biografie
Aangezien zijn ouders uit elkaar gingen toen hij amper 4 jaar was, bracht hij zijn jeugd door in het gezin van zijn grootouders langs moeders zijde. Na zijn middelbare studies werd hij in 1918 niet toegelaten in het hoger onderwijs, wat hem niet belette door zelfstudie kennis te maken met de toenmalige literaire wereld. Hij debuteerde in 1920 met een essay, onder invloed van de moderne stromingen van zijn tijd (kubisme, expressionisme, Apollinaire). Hij kwam in dienst van de uitgeverij "Sagittaire" en huwde in 1921 Clara Goldschmidt.
In de Franse koloniale gebieden in Azië (Indochina) stichtte hij een dagblad, maar raakte in Phnom Penh verwikkeld in een kunstroof. Zijn verblijf in de gevangenis in 1923 was een bron van inspiratie voor zijn roman La Voie royale (1930). Vanaf 1933 werd hij links militant tegen het fascisme. Malraux vocht mee in de Spaanse Burgeroorlog aan de zijde van de republikeinen, en was actief in het Franse verzet tijdens de Tweede Wereldoorlog. Zijn politieke loopbaan was verder nauw verbonden met Charles de Gaulle. Toen de Gaulle president was (1959-1969) was Malraux voortdurend minister van Cultuur. Qua ideologie stond hij echter eerder bij 'links'.  
Tijdens zijn mandaat als minister van cultuur, werden kunst en cultuur een staatszaak. Zijn politiek bestond erin de cultuur zo veel mogelijk naar de mensen te brengen, met onder andere de uitbouw van een net van "maisons de la jeunesse". Anderzijds steunde hij ook prestige-projecten die de Franse cultuur in het buitenland meer aanzien moesten geven, en gaf hij lucratieve opdrachten aan kunstenaars als André Masson en Marc Chagall. Hij lag als minister van Cultuur aan de basis van een wet van 1962 die het Frans onroerend erfgoed beschermt. Hiermee zette hij zich af tegen reconstructie en voor restauratie van oude gebouwen.
In mei 1962 werd hij ontvangen door John Fitzgerald Kennedy. Op 19 december 1964 bracht hij in aanwezigheid van generaal de Gaulle een van zijn beroemdste toespraken: de begrafenisrede van Jean Moulin, wiens as werd overgebracht naar het Pantheon. Hij ontmoette Jean-Joseph Sanfourche in 1969.
In november 1976 stierf hij aan een longembolie. 
Vooral wegens zijn rol in het verzet, kreeg hij meerdere Franse en buitenlandse eretekens, waaronder het Distinguished Service Cross.

## Voornaamste werken
- La Tentation de l'Occident, 1926
- Les Conquérants, 1928
- Royaume-Farfelu, 1928
- La Voie royale, 1930, Prix Interallié.
- La Condition humaine, 1933, Prix Goncourt.
- Le Temps du mépris, 1935
- L'Espoir, 1937
- Espoir, sierra de Teruel, 1938 (later verfilmd)
- Le Démon de l'Absolu, 1946
- Esquisse d'une psychologie du cinéma, 1946
- Psychologie de l'Art (driedelig) 1947-1948-1950
- Les Voix du silence, 1951
- Antimémoires, 1967
- L'Homme précaire et la littérature, 1977 (postuum)

Het verzameld werk van André Malraux werd uitgegeven door Gallimard te Parijs.

## Citaten
- "La pire souffrance est dans la solitude qui l’accompagne" (uit La condition humaine)
- "Une vie ne vaut rien, mais rien ne vaut une vie" (uit Les Conquérants)
- "Op momenten van grote crisis staat een staatsman altijd alleen."

## Bron
Jacques Chanussot en Claude Travi, Dits et Ecrits d'André Malraux. Editions Universitaires de Dijon, 2003.
1791: Honoré Gabriel de Riqueti, graaf van Mirabeau · Voltaire · 
1793: Louis-Michel Lepeletier de Saint-Fargeau · Auguste Marie Henri Picot de Dampierre · 
1806: François Denis Tronchet · Claude-Louis Petiet ·
1807: Jean-Baptiste-Pierre Bevière · Louis-Joseph-Charles-Amable d'Albert de Luynes · Jean-Étienne-Marie Portalis · Louis-Pierre-Pantaléon Resnier · 1808: Antoine-César de Choiseul-Praslin · Jean-Frédéric Perregaux · Jean-Pierre Firmin Malher · Pierre Jean Georges Cabanis · François Barthélemy Beguinot ·
1809: Girolamo Luigi Durazzo · Jean-Baptiste Papin · Joseph-Marie Vien · Pierre Garnier de Laboissière · Justin Bonaventure Morard de Galles · Jean-Pierre Sers · Emmanuel Crétet ·
1810: Louis Charles Vincent Le Blond de Saint-Hilaire · Jean Lannes · Giovanni Battista Caprara · Charles Pierre Claret de Fleurieu · Jean-Baptiste Treilhard ·
1811: Nicolas Marie Songis des Courbons · Charles Erskine de Kellie · Alexandre-Antoine Hureau de Sénarmont · Michel Ordener · Louis Antoine de Bougainville · Ippolito Antonio Vincenti-Mareri · 
1812: Jan Willem de Winter · Jean Marie Pierre Dorsenne · Auguste Jean-Gabriel de Caulaincourt · 
1813: Joseph-Louis Lagrange · Jean-Ignace Jacqueminot · Hyacinthe-Hughes Timoléon de Cossé-Brissac · Justin de Viry · Jean Rousseau · Frédéric Henri Walther · 
1814: Jean-Nicolas Démeunier · Jean Louis Ébenezel Reynier · Claude Ambroise Régnier · 
1815: Claude Juste Alexandre Legrand · Antoine-Jean-Marie Thévenard ·
1829: Jacques-Germain Soufflot ·
1885: Victor Hugo ·
1889: Théophile Malo Corret de La Tour d'Auvergne · Lazare Carnot · Jean-Baptiste Baudin · François Séverin Marceau ·
1894: Marie François Sadi Carnot ·
1907: Marcellin Berthelot ·
1908: Émile Zola ·
1920: Léon Gambetta ·
1924: Jean Jaurès ·
1933: Paul Painlevé ·
1948: Paul Langevin · Jean Perrin ·
1949: Félix Éboué · Victor Schoelcher ·
1952: Louis Braille ·
1964: Jean Moulin ·
1987: René Cassin ·
1988: Jean Monnet ·
1989: Henri Grégoire · Gaspard Monge · Nicolas de Condorcet ·
1995: Marie Curie · Pierre Curie ·
1996: André Malraux ·
2002: Alexandre Dumas père ·
2018: Simone Veil en haar man
- Bibsys: 90086154
- Biblioteca Nacional de España: XX911709
- Bibliothèque nationale de France: cb11914167k (data)
- Catàleg d'autoritats de noms i títols de Catalunya: 981058512890306706
- CiNii: DA00357216
- Digitale Bibliotheek voor de Nederlandse Letteren: malr002
- Gemeinsame Normdatei: 118576844
- International Standard Name Identifier: 0000 0001 2132 6489
- Library of Congress Control Number: n79059794
- Nationale Bibliotheek van Letland: 000005473
- MusicBrainz: 79d56718-65f9-47bd-8c58-c24c43b92e32
- National Archives and Records Administration: 10582100
- Bibliotheek van het Japanse parlement: 00448635
- Nationale Bibliotheek van Tsjechië: jn20000701133
- Nationale bibliotheek van Australië: 35668453
- Nationale Bibliotheek van Israël: 987007264810205171
- Nationale Bibliotheek van Polen: a0000001180714
- Nationale en Universitaire bibliotheek Zagreb: 000001050
- Nederlandse Thesaurus van Auteursnamen: 068815166
- Réseau des bibliothèques de Suisse occidentale: 02-A003555041
- RKD-Nederlands Instituut voor Kunstgeschiedenis: 352301
- Istituto Centrale per il Catalogo Unico: CFIV084697
- LIBRIS: 217827
- SNAC: w6g73bq8
- Système universitaire de documentation: 02700483X
- Trove: 1034664
- Union List of Artist Names: 500321981
- Virtual International Authority File: 51692748
- WorldCat: E39PBJwXb7cQMVHRHTThW4V3cP